# Zmaj Lakotaj
Nekdaj sta živela oče in mati, ki sta imela enega samega sina, ki je moral pasti na svinje, saj je bila družina precej revna. Zgodilo se je, da je sin nekega dne zaspal pod neko hruško in sanjal, da je kralj tam daleč v španski deželi. To isto pa je sanjal tudi drugega dne, zato si je rekel, če bo isto sanjal še tretji dan, pojde iskat srečo po svetu. In res je tretji dan sanjal isto, povedal je očetu in materi, kaj se mu je sanjalo in kaj bi rad storil. Starša sta se kregala in mu branila, vendar ni nič pomagalo, saj sta na koncu popustila in mu dala mošno in brošno in šel je po svetu.Tri dni je hodil skozi gozdove in k sreči je prišel do nekega kmeta, ki je ravno potreboval svinjskega pastirja. Fantu je naročil, naj dobro pazi na svinje, da mu ne uidejo na ozemlje drugega gospodarja, ker bi bile potem svinje njegove in bi moral fant toliko časa več služiti, da mu povrne škodo. Fant je obljubil, da bo dobro varoval svinje, vendar pa se mu je nekega dne zgodilo, da se je igral z nekim pastirjem in so mu tri svinje ušle. Fant se je odločil, da gre raje na pot iskat srečo, kot pa da bi zastonj služil temu norcu. Ko je hodil in hodil, je v gozdu zaspal pod košatim drevesom, kjer je v spanju slišal grozno kričanje: »Reeeši me, reeeši me!« Nek glas mu pravi: »Tu na drevesu sem, zaprto in privezano v steklenici. Lučaj gor kamenje, da razbiješ steklenico, pa bom rešeno.« Fant je to storil in pred njega je padla lepa, mlada ženska, ki je bila coprnica, vendar je nad njo prišla druga coprnica, ki je znala več od nje. Fantu je povedala, če bo kdaj v kakšnih težav se lahko obrne nanjo. Tretjo noč je fant zagledal enajst strašnih mož in se odločil, da gre za njimi, saj je vedno slišal, da so roparji polni denarja in da ne bo greh, če jim ga malo odnese. Roparji so prišli do neke hiše, kamor so vstopili, se posedli okrog mize, stara ženica jim je prinesla vina, nato pa so se pogovarjali, kaj so danes imenitnega uplenili. Eden izmed roparjev je ukradel mošnjo, ki je vedno polna, tudi če jemlješ iz nje. Drugi ropar je ukradel tak prstan, da samo skozenj pogleda, pa je že tam kje bi rad bil. Tretji ropar pa se oglasi in pravi, da je ukradel tak meč, ki mu samo rečeš »Rokus pokus« in že sam seka glave, dokler ne rečeš »Dosti«. Roparji so nato vsi zaspali, saj so spili veliko vina, fant pa je stopil v hišo, vzel meč v roke in meč je vsem možem posekal glave. Stara ženica mu je bila hvaležna, da je to storil, saj je tudi ona bila ugrabljena. S fantom sta se nato odpravila v mesto in naznanila, kar sta vedela in znala. Vojaki so hitro prišli po vse blago iz roparskega gradu, ženici so določili en del blaga, fantu pa tri, toda on ni hotel ničesar, vse je pustil za ubožce tistega mesta. Saj pa se mu ni bilo treba ničesar bati, njegova mošnja je bila vedno polna. To mu ni bilo dovolj, saj je hotel videti kaj je s španskim kraljem. Prišel je v mesto, kjer prebiva kralj. Fant je slišal, da ima kralj grozno vojsko, zato je šel pred kralja in mu rekel, da si upa sam stopiti pred sovražnika, če mu da najmlajšo hčerko za ženo, po smrti pa še kraljestvo. Kralj se je smejal temu, vendar je prišel tisti dan, ko so se imeli vojskovati. Fant je jezdil daleč spredaj, zadaj pa vojska. Naenkrat je pogledal skozi čudežni prstan in že je bil pri svojem meču v gozdu, kjer ga je zagrabil, pogledal skozi čudežni prstan in zopet bil na konju. Pred sovražnikom je potegnil meč in zavpil: »Rokus pokus"!Meč je začel sekati glave, sovražniki so pokazali bela bandera, fant pa je odnesel skrit meč tam, kjer je bil prej. Kralj je prijezdil naproti, fanta objel od samega veselja, vendar mu ni hotel dati najmlajše hčere za ženo. Fant je kralja tožil in sodišče mu je prisodilo najmlajšo hčer. Fant je bil tako vesel, da se dolgo ni spomnil na svoj dom in svinje, vendar je hotel domov, da bi kmetu plačal svinje, ki jih je po neumnosti izgubil. Vzel je zraven ženo in ji med potjo pripevodoval o mošnji in prstanu, o meču pa niti besede. Kmetu je plačal svinje, šel na svoj dom, vendar se je žena ob prihodu rezjezila, zakaj jo je pripeljal v tako kmetavzarijo, ki je smrdela po gnoju. Ko je ponoči fant zaspal, je žena pograbila mošnjo, pogledala skozi čudežni prstan in si zaželela da bi bila doma in res je bila. Drugo jutro se je fant zbudil in videl da žene ni. Začel si je puliti lase, tedaj pa se je spomnil na mlado coprnico in jo prosil, naj mu pomaga. Ona ga je spremenila v lepo, mlado čečo, dalu mu je košaro hrušk in rekla, da jih naj nese pred kraljevi grad. Te hruške pa bodo zadišale tem mladim kraljičnam, da jih bodo hotele imeti. On pa naj jih drži drago, po pet zlatov eno. Ko pa bo kaj prodal, pa naj pride pred mestna vrata, kjer ga bo počakala coprnica in povedala kaj mora storiti. 
Šel je pred grad in že je prišla najmlajša kraljična, ki je kupila samo eno hruško, ker je bila tako draga. Polovico je pojedla sama, drugo polovico pa je dala sestrama. In zgodilo se je, da sta najmlajši čez noč zrasla dva rogova, drugima dvema pa vsak po eden. Coprnica je naročila fantu, da naj gre v mesto oblečen kot menih in naj razglasi, da lahko ozdravi vsako bolezen. Tsko se jih bo prišlo veliko zdravit, on pa naj vsakega pomaže s sokom teh hrušk in vsi bodo ozdraveli. Tako bo kralj izvedel in prišel po fanta, ta pa bo vedel ali se mu je žena vsega izpovedala, saj bo še prej ukazal kralju, naj pripelje hčere k spovedi. Fant je storil to, kralj ga je prosil naj pride do gradu, saj hčere ne morejo ven iz svoje kamre. Starejši hčeri sta se iskreno izpovedali, najmlajša pa ne, saj ni ničesar rekla o mošnji in prastanu, zato pa sta ji rogova še bolj zrasla. Kralj je povedal fantu, da sta hčeri rogova še bolj zrasla, on pa je rekel, da se najverjetneje ni čisto spovedala in daj ne še enkrat pride. Naslednič mu je povedala vse, tudi kako je zapustila moža in mu ukradla mošnjo ter prstan. Fant je rekel kraljični, da mu mora dati ukradeno blago, da ga sam vrne pravemu gospodarju. Kraljična je to storila, fant pa jo je pomazal s hruškovim sokom in rogova sta odpadla. Tedaj je fant odvrgel meniško opravo in se nasmejal: »Tedaj si ti mene nabrisala, zdaj pa jaz tebe, da sva si bot. Ker pa si opravila čisto spoved, sem ti odpustil vse.« 
Od takrat pa sta živela srečno in veselo, da mi ne bomo nikoli na tem svetu.
OSEBE:
Mlad fant, oče, mati, prvi ropar, drugi ropar, tretji ropar, stara ženica, kralj,tri kraljične, vojska, mlada coprnica
DOGAJALNI PROSTOR: 
Fantova hiša, kjer prebiva s starši, gozd, hiša stare ženice, grad
DOGAJALNI ČAS:
Podnevi in ponoči